# Marina Cava
Marina Andrea Cava (Lomas de Zamora, 24 ottobre 1985) è un'ex cestista argentina.

## Carriera
Con l'Argentina ha disputato i Campionati mondiali del 2010 e quattro edizioni dei Campionati americani (2005, 2007, 2009, 2011).